# Yagoua Airport
Yagoua Airport är en flygplats i Kamerun.   Den ligger i regionen Nordligaste regionen, i den nordöstra delen av landet, 800 km nordost om huvudstaden Yaoundé. Yagoua Airport ligger 329 meter över havet.
Terrängen runt Yagoua Airport är mycket platt. Trakten runt Yagoua Airport är ganska tätbefolkad, med 100 invånare per kvadratkilometer. Närmaste större samhälle är Yagoua, 1,7 km söder om Yagoua Airport. Trakten runt Yagoua Airport är en mosaik av jordbruksmark och naturlig växtlighet.